# Thom Noble
Pour les articles homonymes, voir Noble (homonymie).
Thom Noble est un monteur britannique né en mai 1936 à Londres (Angleterre).

## Filmographie
- 1966 : Fahrenheit 451 de François Truffaut
- 1967 : The Violent Enemy de Don Sharp
- 1967 : The Man Outside (en) de Samuel Gallu
- 1970 : The Man Who Had Power Over Women de John Krish
- 1971 : Pataquesse (And Now for Something Completely Different) de Ian MacNaughton
- 1972 : The Strange Vengeance of Rosalie de Jack Starrett
- 1973 : Le Salopard (Senza ragione) de Silvio Narizzano
- 1974 : Un colt pour une corde (Billy Two Hats) de Ted Kotcheff
- 1974 : L'Apprentissage de Duddy Kravitz (The Apprenticeship of Duddy Kravitz) de Ted Kotcheff
- 1975 : It Shouldn't Happen to a Vet d'Eric Till
- 1975 : Rosebud d'Otto Preminger
- 1975 : Inside Out de Peter Duffell
- 1977 : Black Joy d'Anthony Simmons
- 1977 : Joseph Andrews de Tony Richardson
- 1978 : La Grande cuisine (Who Is Killing the Great Chefs of Europe?) de Ted Kotcheff
- 1979 : Boardwalk de Stephen Verona
- 1981 : Improper Channels (en) d'Eric Till
- 1981 : Tatoo de Bob Brooks
- 1984 : L'Aube rouge (Red Dawn) de John Milius
- 1985 : Witness de Peter Weir
- 1986 : Poltergeist 2 (Poltergeist II: The Other Side) de Brian Gibson
- 1986 : Mosquito Coast (The Mosquito Coast) de Peter Weir
- 1988 : Scoop (Switching Channels) de Ted Kotcheff
- 1989 : Winter People de Ted Kotcheff
- 1990 : Aux sources du Nil (Mountains of the Moon) de Bob Rafelson
- 1990 : L'Exorciste: la suite (The Exorcist III) de William Peter Blatty
- 1991 : Thelma & Louise de Ridley Scott
- 1992 : Sang chaud pour meurtre de sang-froid (Final Analysis) de Phil Joanou
- 1993 : Down on the Waterfront de Stacy Title
- 1993 : Body (Body of Evidence) de Uli Edel
- 1994 : Le Grand Saut (The Hudsucker Proxy) de Joel Coen et Ethan Coen
- 1994 : Color of Night de Richard Rush (non crédité)
- 1994 : Procès devant jury (Trial by Jury) de Heywood Gould (non crédité)
- 1994 : English, August de Dev Benegal (non crédité)
- 1995 : Les Amants du nouveau monde (The Scarlet Letter) de Roland Joffé
- 1996 : L'Île du docteur Moreau (The Island of Dr. Moreau) de John Frankenheimer et Richard Stanley (non crédité)
- 1996 : Feeling Minnesota de Steven Baigelman (non crédité)
- 1998 : Le Masque de Zorro (The Mask of Zorro) de Martin Campbell
- 1999 : Inspecteur Gadget (Inspector Gadget) de David Kellogg
- 2000 : Vertical Limit de Martin Campbell
- 2002 : Le Règne du feu (Reign of Fire) de Rob Bowman
- 2005 : Flight plan (Flightplan) de Robert Schwentke
- 2006 : The Last Time de Michael Caleo
- 2009 : Hors du temps (The Time Traveler’s Wife) de Robert Schwentke
- 2010 : Red de Robert Schwentke
- 2012 : Alex Cross de Rob Cohen
- 2015 : Point Break d'Ericson Core
- 2016 : Last Call (A Family Man) de Mark Williams

## Récompenses
- Oscar du meilleur montage pour le film Witness de Peter Weir